# Samuel Byck
Samuel J. Byck (30 de enero de 1930 - 22 de febrero de 1974) fue un desempleado de las ventas de neumáticos que intentó secuestrar un avión del Aeropuerto Internacional de Baltimore, en Washington D.C con el objetivo de estrellarlo en la Casa Blanca, atentando así con la vida de Richard Nixon, presidente de los Estados Unidos de América.

## Biografía
Nacido de padres judíos pobres en Filadelfia, dejó la escuela. Se alistó en el ejército de los Estados Unidos en 1954 y fue licenciado con honores a los dos años, en 1956. Se casó y tuvo cuatro hijos, pero experimentó una serie de trabajos que acabaron en fracaso y en 1972 ingresó voluntariamente en un centro psiquiátrico alegando depresión.
Byck empezó a forjarse la creencia de que el gobierno de Nixon conspiraba para oprimir a los pobres. Poco tiempo antes a Samuel Byck se le diagnosticó psicosis maníaco depresiva, un desorden mental caracterizado por unos altos niveles de baja autoestima y (menos frecuentes) estados de euforia.
La primera noticia que tuvieron los Servicios Secretos sobre Byck fue cuando dijo que podría acabar con Nixon en un bar, lo que hizo que alguien lo denunciara. Ese dicho lo empezó a emplear cuando la Administración de los PYME le negó un préstamo que solicitó para abrir un nuevo negocio. Byck incluso llegó a enviar cintas justificando su intento de magnicidio a varios personajes públicos, como Jonas Salk o Abraham Ribicoff, e intentó meterse en la organización "Panteras Negras", asociación y partido político compuesta por hombres de raza negra que luchaban contra los prejuicios raciales. De todas maneras, al ser considerado como alguien inofensivo, no se inició ninguna acción en su contra.

### Intento de asesinato de Nixon
En los principios de 1974 Byck decidió asesinar a Nixon. Pensaba hacerlo secuestrando un avión comercial y estrellándolo contra la Casa Blanca en un momento en el que Nixon estuviera dentro. Se ha sugerido que Sam Byck se inspiró en el aterrizaje con un helicóptero robado en los jardines de la Casa Blanca realizado por el mecánico de las Fuerzas Aéreas Robert K. Preston.
Debido a que era conocido por los Servicios Secretos, y que los intentos legales de conseguir un arma no habrían hecho sino aumentar la sospechas sobre él, Byck le robó una pistola del calibre 22 a un amigo para usarlo en el secuestro. También fabricó una bomba con gasolina y un detonador casero. Mientras lo realizaba, Byck grabó en cuatro cintas sus motivaciones y explicando su plan para asesinar al presidente; con ello esperaba ser considerado un héroe, y quería que quedara constancia total de sus razones para cometer el asesinato.
El 22 de febrero de 1974 Samuel se dirigió al Aeropuerto Internacional de Baltimore-Washington. Mató al agente de policía de aeropuerto George Neal Ramsburg para después acuartelarse en el avión DC-9 de las Delta Air Lines, en el vuelo 523 con destino a Atlanta, que elegido por Byck por ser el que salía antes y el que cuya puerta de embarque estaba más cerca de donde se puso en el aeropuerto. Los pilotos Reese Loftin y Fred Jones le dijeron que resultaría imposible despegar debido a que no habían quitado el blocaje de las ruedas. Tras esto, Byck les disparó. Jones murió instantáneamente, y Loftin resultó herido. Viendo esto, Samuel cogió a una pasajera a la que ordenó que pilotara ella. Al mismo tiempo ordenó a una auxiliar de vuelo que cerrara la puerta del avión.
Mientras, el agente de policía Charles Troyer se metió en el túnel de embarque con el arma Magnum 357 perteneciente al agente al que Byck había disparado. Disparó cuatro veces a través del cristal de la puerta del avión. Dos de las balas hirieron a Byck tras atravesar el grueso cristal. Viendo que su plan había fracasado y que le capturarían, Samuel Byck decidió suicidarse disparándose en la frente.
De acuerdo con el programa de Canal Historia sobre Samuel Byck, titulado Complot para matar al presidente Nixon, Byck no murió instantáneamente, y cuando los policías entraron, Byck les susurro "ayúdenme". Un maletín con la bomba que fabricó se halló bajo su cuerpo. El avión no llegó a despegar, y la agenda de Nixon no se vio truncada por este hecho.

## Secuelas
Poco después de su muerte, se descubrió que Byck envió las cintas al columnista Jack Anderson, explicando su plan al que denominó Operación Caja de Pandora. Estas cuatro cintas enviadas duran en total dos horas. Las investigaciones revelaron que Byck fue arrestado en dos ocasiones frente a la Casa Blanca por protestar enfrente de dicho edificio sin un permiso y que en otra ocasión se vistió de Santa Claus para otra protesta. El capitán del vuelo Reese Loftin volvió a volar tres años más tarde. El copiloto Fred Jones murió. El agente Charles Troyer se llevó la medalla al mérito por hacer fracasar el intento de Samuel Byck.

## Película
En el año 2004 se hizo una película basándose en su historia: El asesinato de Richard Nixon, aunque en esta película cambiaron Byck por Bicke, para evitar problemas con los familiares de éste. El Canal Historia también hizo un programa especial sobre Byck: El complot para asesinar a Nixon. Antes del lanzamiento tanto de la película como del documental los hechos se relevaron a un segundo plano para así evitar el surgimiento de imitadores.